# Jackie Stewart
Sir John Young Stewart OBE (n. 11 iunie 1939, Dumbarton⁠(d), Scoția, Regatul Unit) este un fost pilot britanic de Formula 1 din Scoția. Supranumit „Scoțianul Zburător”, a concurat în cursele de Formula 1 între 1965 și 1973, câștigând trei Campionate Mondiale și terminând de două ori ca vicecampion în acele nouă sezoane. Stewart a jucat, de asemenea, un rol esențial în îmbunătățirea siguranței curselor cu motor, făcând campanie pentru instalații medicale mai bune și îmbunătățiri ale pistelor pe circuitele de curse cu motor.
În afara Formulei 1, a fost aproape de o victorie la prima sa încercare la Indianapolis 500 în 1966 și a concurat în seria Can-Am în 1970 și 1971. Între 1997 și 1999, în parteneriat cu fiul său, Paul, el a fost director al echipei de Formula 1, Stewart Grand Prix. După ce s-a retras din curse, Stewart a fost comentator sportiv pentru ABC network atât pentru cursele auto, acoperind Indianapolis 500 timp de peste un deceniu, cât și pentru mai multe Jocuri Olimpice de Vară, acoperind multe evenimente. Stewart a fost, de asemenea, purtător de cuvânt al unei reclame de televiziune atât pentru Ford Motor Company, cât și pentru berea Heineken.
După moartea lui John Surtees în 2017, el este ultimul campion mondial de Formula 1 anii 1960 încă în viață. El este, de asemenea, cel mai în vârstă câștigător de Formula 1 în viață, după moartea lui Tony Brooks, pe 3 mai 2022.